# 王家港站
王家港站是青岛地铁1号线与6号线的地铁车站，是一个换乘站，位于中华人民共和国山东省青岛市黄岛区长江西路与峨眉山路交叉口，为1号线西端终点站，1号线车站于2021年12月30日开通，6号线车站于2024年4月26日开通。

## 车站结构
王家港站位于长江西路与峨眉山路交叉口，沿长江西路设置，呈东西走向，为地下两层双岛式站台车站，车站长278米，标准段宽43.1米，车站地下一层为站厅层，地下二层为站台层，其中1号线使用两个内侧站台，6号线使用两个外侧站台，构成双向同向同台换乘，站台均设置全高站台门。1号线车站东侧设有一条单渡线，西侧设有一组交叉渡线，供1号线列车折返使用，同时车站西侧1号线与6号线间设有两条联络线。
| 地面                           | 出入口 | A、B、C、D出入口 |
| 地下一层                       | 站厅   | 客服中心、自动售票机、验票机 |
| 地下二层                       | 站台   | \| \| \| 6号线往灵山湾（北门外） \| \| 島式 · ↑開左邊车门 ↓開右邊车门 \| \| \| \| \| \| 1号线落客 \| \| \| \| 1号线往东郭庄（石油大学） \| \| 島式 · ↑開右邊车门 ↓開左邊车门 \| \| \| \| \| \| 6号线往横云山路（九顶山） \| |
|                                |        | 6号线往灵山湾（北门外） |
| 島式 · ↑開左邊车门 ↓開右邊车门 |        | |
|                                |        | 1号线落客 |
|                                |        | 1号线往东郭庄（石油大学） |
| 島式 · ↑開右邊车门 ↓開左邊车门 |        | |
|                                |        | 6号线往横云山路（九顶山） |

## 出入口
王家港站共设4个出入口，近A出入口设地下连通道通向毗邻的城发悦邻广场，各出口及周围设施如下所示：
| 编号                | 指示                       | 建议前往的目的地                     | 图片 |
| ------------------- | -------------------------- | ------------------------------------ | ---- |
| A · 出口            | 长江西路(北)，峨嵋山路(西) | 城发悦邻广场                         |      |
| B · 出口            | 长江西路(北)，峨嵋山路(东) |                                      |      |
| C · 出口 · （设有） | 长江西路(南)，峨嵋山路(西) | 青岛地铁西海岸控制中心，花科子山公园 |      |
| D · 出口            | 长江西路(南)，峨嵋山路(西) | 塔山山林公园                         |      |
| 图例： 设有         |                            |                                      |      |

## 接驳交通

### 公交车
- 王家港：黄岛4路，黄岛20路，黄岛22路，黄岛28路，黄岛33路，黄岛37路，黄岛51路，黄岛58路，黄岛67路，黄岛303路，黄岛308路，黄岛310路，黄岛806路，黄岛810路，黄岛823路，黄岛K22路

## 车站历史
本站工程名与公示名为峨眉山路站，正式站名为王家港站，以车站所处的王家港社区命名。
- 2021年5月19日，车站通过竣工验收[3]。
- 2021年12月30日，车站随1号线南段通车开通[1]。
- 2024年4月26日，6号线车站开通，车站成为换乘车站[2]。